# Borut Marjan Sturm

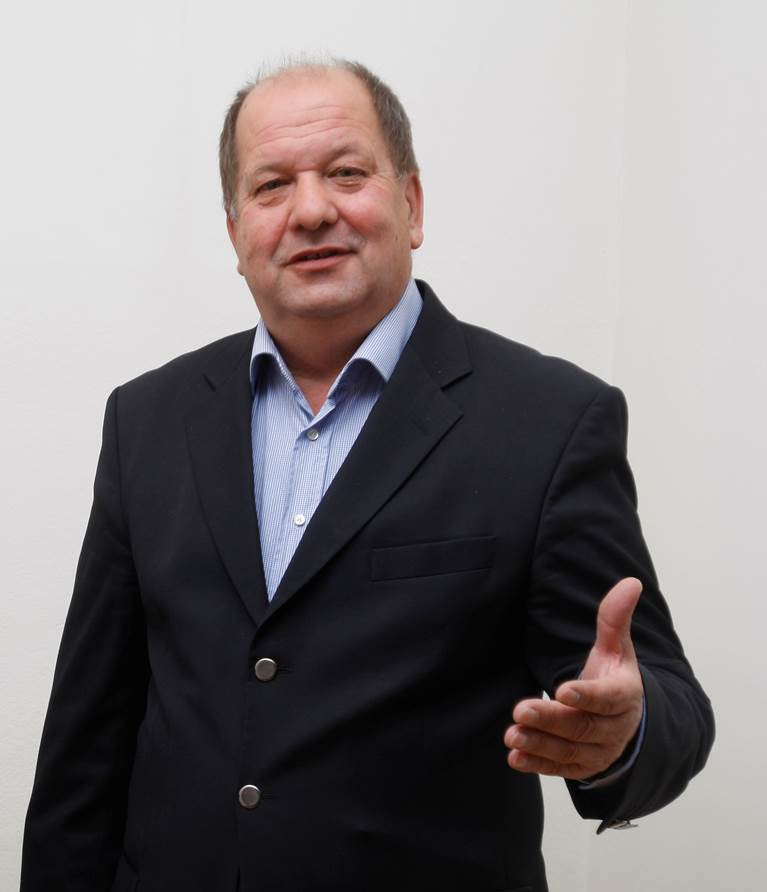
Marjan Sturm (2013)

Borut Marjan Sturm (* 13. Dezember 1951 in Klagenfurt) ist ein österreichischer Historiker und Volksgruppenvertreter der Kärntner Slowenen. Von 1992 bis 23. Februar 2019 war er Obmann des Zentralverbandes slowenischer Organisationen in Kärnten (ZSO) und Vorsitzender des Beirats für die slowenische Volksgruppe im Bundeskanzleramt.

## Leben
Sturm stammt aus einer angesehenen slowenischen Familie aus der Gemeinde Magdalensberg (Altgemeinde St. Thomas am Zeiselberg) aus einem damals noch weitgehend slowenischen/zweisprachigen Umfeld. Die Familie wurde am 14. April 1942 aufgrund ihrer ethnischen Herkunft und ihrer sozialen und wirtschaftlichen Stellung enteignet und zur Zwangsarbeit deportiert. Dieses kollektive und familiäre Trauma und der Widerstand dagegen sowie der Einsatz für Menschenwürde sollten sein Leben prägen. 
1980 dissertierte er über die innere Entwicklung der slowenischen Widerstandsbewegung Osvobodilna fronta (OF) an der Universität Wien.
1981 bis 1983 war er Mitarbeiter des Slowenischen Wissenschaftsinstituts (Slovenski znanstveni inštitut v Celovcu) in Klagenfurt/Celovec, 1983–1985 dessen Sekretär. 
Von Jänner 1992 war er zunächst Sekretär, danach bzw. bis 23. Februar 2019 Obmann des Zentralverbandes slowenischer Organisationen in Kärnten (Zveza slovenskih organizacij na Koroškem, ZSO).

## Politisches Wirken
Als Vorsitzender des Slowenischen Jugendverbandes (Zveza slovenske mladine) fügte er in der Nacht zum 26. Oktober 1970 an einer Ortstafel in Hermagor den slowenischen Namen an, was den Beginn einer neuen, aktiveren Bewegung für die Verwirklichung der im österreichischen Staatsvertrag vom 15. Mai 1955 verbrieften Grund- und Freiheitsrechte bzw. Menschenrechte darstellte. Im Folgenden medial und in der Öffentlichkeit stark verfolgten Prozess (dieser musste nach Leoben verlegt werden) wurde er freigesprochen. 
In der Folge wurde Marjan Sturm in den 70er-Jahren Mitinitiator der Solidaritätsbewegung für die Rechte der Kärntner Slowenen. Als solcher war und ist er in zahlreichen österreichischen und überregional tätigen Vereinen aktiv, die sich für die Volksgruppen und den interkulturellen Dialog einsetzen. 
Marjan Sturm ist Autor zahlreicher publizistischer Beiträge sowie 2007 Mitautor eines Meilensteines im Kärntner Dialog: Kärnten neu denken…
Für seine Bemühungen um eine Kompromisslösung im Ortstafelstreit erhielt er 2012 das Große Silberne Ehrenzeichen für Verdienste um die Republik Österreich.

## Auszeichnungen
- 2023: Goldene Medaille der Landeshauptstadt Klagenfurt[9]
- 2022: Erinnerungsmedaille der Regierung Sloweniens anlässlich des 30. Jahrestages der souveränen und unabhängigen Republik Slowenien
- 2019: Verdienstorden der Republik Slowenien (Red za zasluge)
- 2019: Großes Goldenes Ehrenzeichen des Landes Kärnten
- 2012: Großes Silbernes Ehrenzeichen für Verdienste um die Republik Österreich[10]
- 2009, 16. Juni, Bürgerpreis des Europäischen Parlaments u. a. an Marjan Sturm als Mitglied der Kärntner Konsensgruppe[11]
- 2009, Kulturpreis der Stadt Villach u. a. an Marjan Sturm als Mitglied der Kärntner Konsensgruppe[12]
- 2009, 2. Dezember, Verfassungspreis u. a. an Marjan Sturm als Mitglied der Kärntner Konsensgruppe[13]